# Basílica de María Auxiliadora (Turín)
La Basílica de María Auxiliadora es una basílica católica situada en el barrio Valdocco de la ciudad italiana de Turín.
Se construyó con grandes problemas económicos entre 1864 y 1868 y fue inaugurada el 9 de junio de dicho año. Fue construida en honor a la Virgen a la que San Juan Bosco tuvo gran devoción, la advocación de María Auxiliadora que celebra su festividad el día 24 de mayo. La basílica principal fue proyectada por Antonio Spezia.
El 28 de julio de 1911 fue elevada a la categoría de basílica menor y aumentada nuevamente de categoría en 1934 y 1942, tras la canonización de don Bosco, cuyos restos descansan en la capilla finalizada en 1938 que consta del presbiterio con la segunda cúpula, de las dos grandes capillas laterales y del nuevo altar.
En ella además de San Juan Bosco, descansan los restos de Santo Domingo Savio y Santa María Mazzarello.

## Cripta
Junto a la capilla de Santa María Mazzarello hay una escalera que lleva a la cripta o capilla de las reliquias donde se pueden encontrar una gran colección de reliquias. Destaca un trozo del madero de la santa cruz que se conserva en un relicario de alabastro. También destaca un pañuelo manchado de sangre y otros objetos de los mártires salesianos: San Luis Versiglia y San Calixto Caravario.
Una de las capillas de la cripta, llamada de la aparición, está dedicada al sueño-visión que tuvo Don Bosco en 1844 en el que la Virgen María le mostró los inicios y el desarrollo futuro de su obra, así como el lugar donde debía construirse la iglesia.
Se encuentran también en dos altares laterales, los restos de los beatos Miguel Rúa y Felipe Rinaldi, primer y tercer sucesor de San Juan Bosco respectivamente.

## Galería de imágenes
|                         |
| Interior de la basílica |

|                                                                           |
| Pañuelo con la sangre de San Luís Versiglia que se encuentra en la cripta |

|                                                                               |
| Altar de la Iglesia de María Auxiliadora. Pintura de Thomaso Lorenzone (1868) |